# Дзацца, Маттео
Маттео Дзацца (итал. Matteo Zazza; Пустой шаблон {{ВД-Преамбула}} ) — итальянский футболист, защитник клуба «Лацио».

## Клубная карьера
Дзацца — воспитанник клубов «Асколи» и «Лацио». 30 января 2025 года в поединке Лиги Европы против португальской «Браги» игрок дебютировал за основной состав последних.